# Château de Schönhausen
Le château de Schönhausen (en allemand : Schloss Schönhausen) est un château baroque, situé dans le quartier de Niederschönhausen à Berlin. Il est entouré d'un parc dans lequel coule la rivière Panke. Schönhausen est connu en tant que résidence d'Élisabeth-Christine de Brunswick-Wolfenbüttel (1715–1797), l'épouse du roi Frédéric II de Prusse, et le siège officiel de Wilhelm Pieck (1876–1960), le premier chef d'État de la République démocratique allemande.
Restauré à partir de 2005, le château est rouvert au public depuis le 19 décembre 2009. Il appartient à la Fondation des châteaux et jardins prussiens de Berlin-Brandebourg.

## Histoire

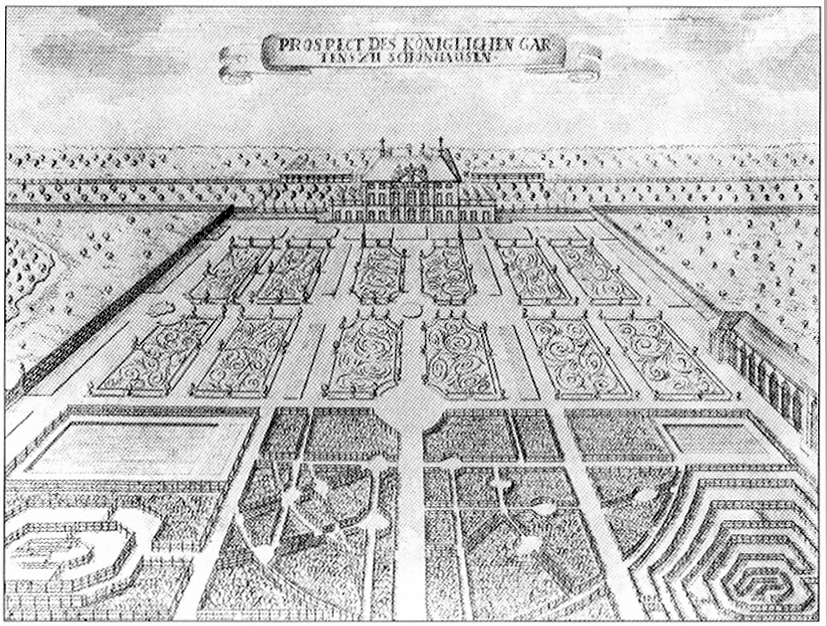
Le château avec ses jardins vers 1717.

Les domaines de Niederschönhausen au nord de Berlin ont été acquis en 1662 par la famille comtale de Dohna. Un premier manoir avait été construit dans le style néerlandais par la comtesse Sophie-Théodore zu Dohna-Schlobitten en 1664. En 1680, la propriété entra en possession du maréchal de la Cour Joachim von Grumbkow et un château à trois ailes de style baroque fut réalisé sur les plans de Johann Arnold Nering.
C'est en 1691 que Frédéric III, prince-électeur de Brandebourg-Prusse et futur roi en Prusse, acquiert pour 16 000 thalers ce château auprès de la veuve du maréchal Grumbkow, avec des vastes terres s'étendant de Pankow jusqu'à Blankenfelde au nord. C'est ici que, en août 1700, Frédéric a négocié l'élévation du duché de Prusse au rang de royaume. Le nouveau roi fit restaurer et agrandir l'ensemble de bâtiments en 1704 ; les travaux sont dirigés par Johann Friedrich Eosander von Göthe. Le jardin régulier du château a été également étendu. Cependant, après le décès du roi en 1713, son successeur Frédéric-Guillaume Ier se souciait peu du domicile.

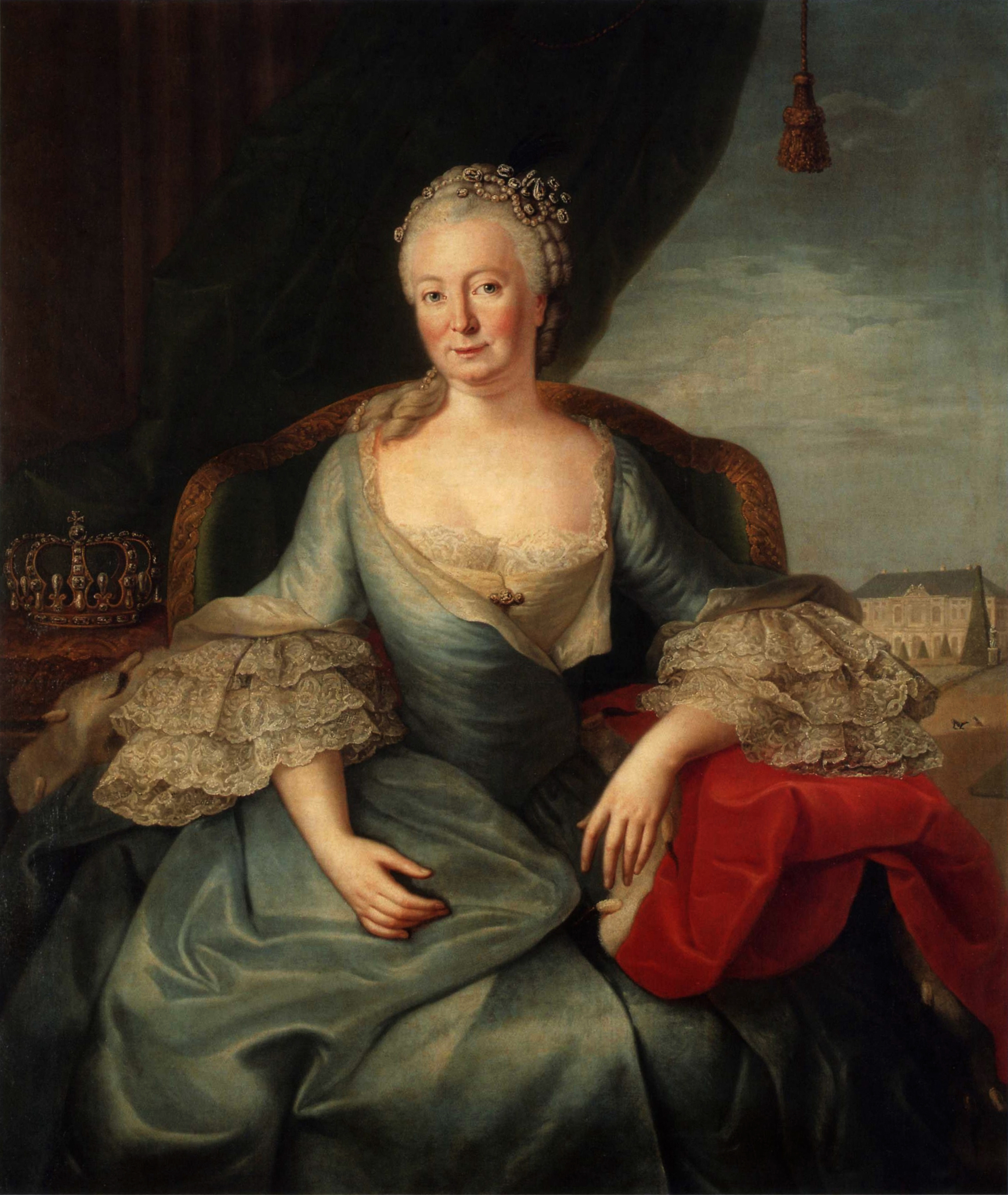
La reine Élisabeth-Christine à Schönhausen, peinture de Joachim Martin Falbe (vers 1765).

Depuis 1736, le prince héritier Frédéric II et son épouse Élisabeth-Christine menaient une vie commune au château de Rheinsberg, jusqu'à la mort du roi et l'accession au trône de Frédéric en 1740. À partir de là, la reine consort passait l'été dans son château de Schönhausen et dépensa sans compter pour réaménager le parc dans le style rococo. Le ménage cessa toute vie commune ; Frédéric ne vint jamais rendre visite à Schönhausen et Élisabeth ne vint pas non plus à Sans-Souci, résidence d'été de son époux. Le château fut occupé pendant un an par les troupes russes au moment de la guerre de Sept Ans, alors qu'Élisabeth se réfugia à Magdebourg. Au retour de la reine de Prusse, l'architecte Johan Bouman rehaussa les ailes du bâtiment dévasté en 1764.
Après la mort d'Élisabeth en 1797, Schönhausen devint temporairement résidence d'été de Marianne de Prusse ainsi que de Frédérique de Mecklembourg-Strelitz, la sœur de la reine Louise et l'épouse du prince Frédéric-Guillaume de Solms-Braunfels. En 1815, après avoir épousé Ernest-Auguste Ier, le fils de George III de Hanovre, roi d'Angleterre, Frédérique fera redessiner une dizaine d'années plus tard, en 1828-1829, le parc à l'anglaise par Peter Joseph Lenné. À partir du milieu du XIXe siècle, Schönhausen est de plus en plus abandonné et servit seulement de garde-meuble royal.
Au cours de la révolution allemande de 1918-1919, le château a été condamné. En 1925, il devint propriété de l'État libre de Prusse au sein de la république de Weimar ; puis, il a été restauré pour devenir lieu d'expositions, notamment de peintures de Vincent van Gogh, Franz Marc, Wilhelm Lehmbruck ou d'Ernst Barlach. Sous le régime nazi, sous la conduite notamment du ministre des finances prussien Johannes Popitz, le bâtiment fut radicalement modernisé. À partir de 1936, 16 000 œuvres d'« art dégénéré » saisies dans les musées allemands y sont ainsi stockées (ainsi qu'au 24 Köpenicker Straße), certaines étant ensuite vendues au Grand Hotel National de Lucerne le 30 juin 1938.

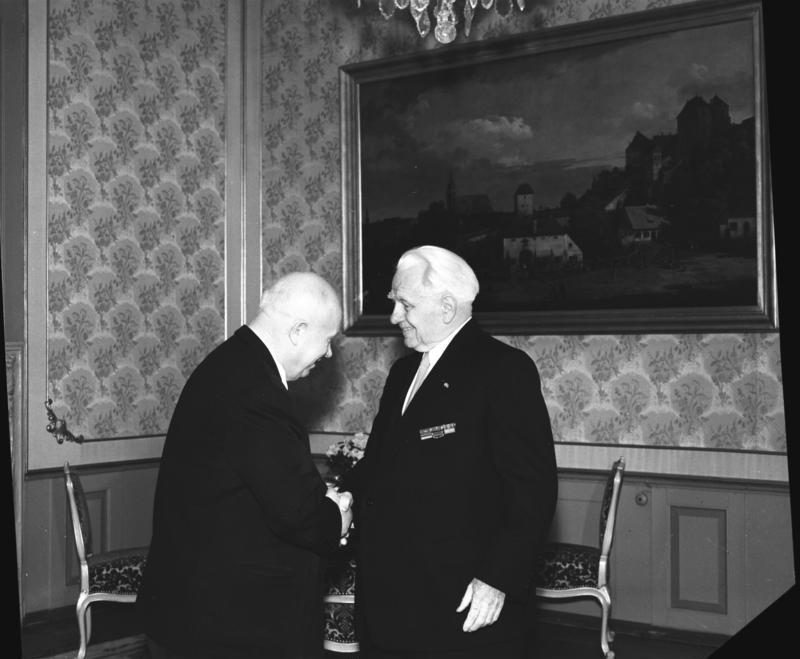
Nikita Khrouchtchev et Wilhelm Pieck à Schönhausen, en 1959.

Le château ne fut que légèrement endommagé pendant les bombardements alliés et la bataille de Berlin en 1945. Il ouvrit à nouveau à la fin de cette année, mais devint au bout de quelques mois, étant situé en secteur soviétique, bâtiment militaire, puis internat pour enfants de fonctionnaires soviétiques.
Après la fondation de la république démocratique allemande, le 7 octobre 1949, le château de Schönhausen fut la résidence officielle du premier président de la république, Wilhelm Pieck jusqu'à sa mort en 1960. Il y accueillit entre autres Ho Chi Minh et Nikita Khrouchtchev. Le parc avait alors perdu toute identité. Le bâtiment servit ensuite de résidence officielle pour les invités d'État, tels qu'Indira Gandhi, Fidel Castro ou Mikhaïl Gorbatchev (octobre 1989), ou, après la réunification allemande, à la reine Beatrix des Pays-Bas.
En juin 1990, l'un des quatre séries de négociations sur le traité de Moscou a lieu ici. Au château de Schönhausen, 100 ans après la renaissance des Jeux olympiques, se sont réunis en 1994 les représentants de Allemagne, Argentine, Autriche, Chine, Chypre, Équateur, États-Unis, France, Grèce, Kazakhstan, Libye, Lituanie, Mexique, Nigeria, Philippines, Pologne, Russie, Slovaquie, qui sont arrivés au congrès de fondation du Conseil international de Delphes (International Delphic Council), pour établir l'installation des Jeux delphiques modernes,,,,.
Il est prévu désormais que le château retrouve sa vocation de musée, avec une exposition permanente dans les locaux restaurés du temps de la reine Élisabeth. Actuellement, de vastes collections de la famille de Dohna provenant du château de Schlobitten sont a visiter.

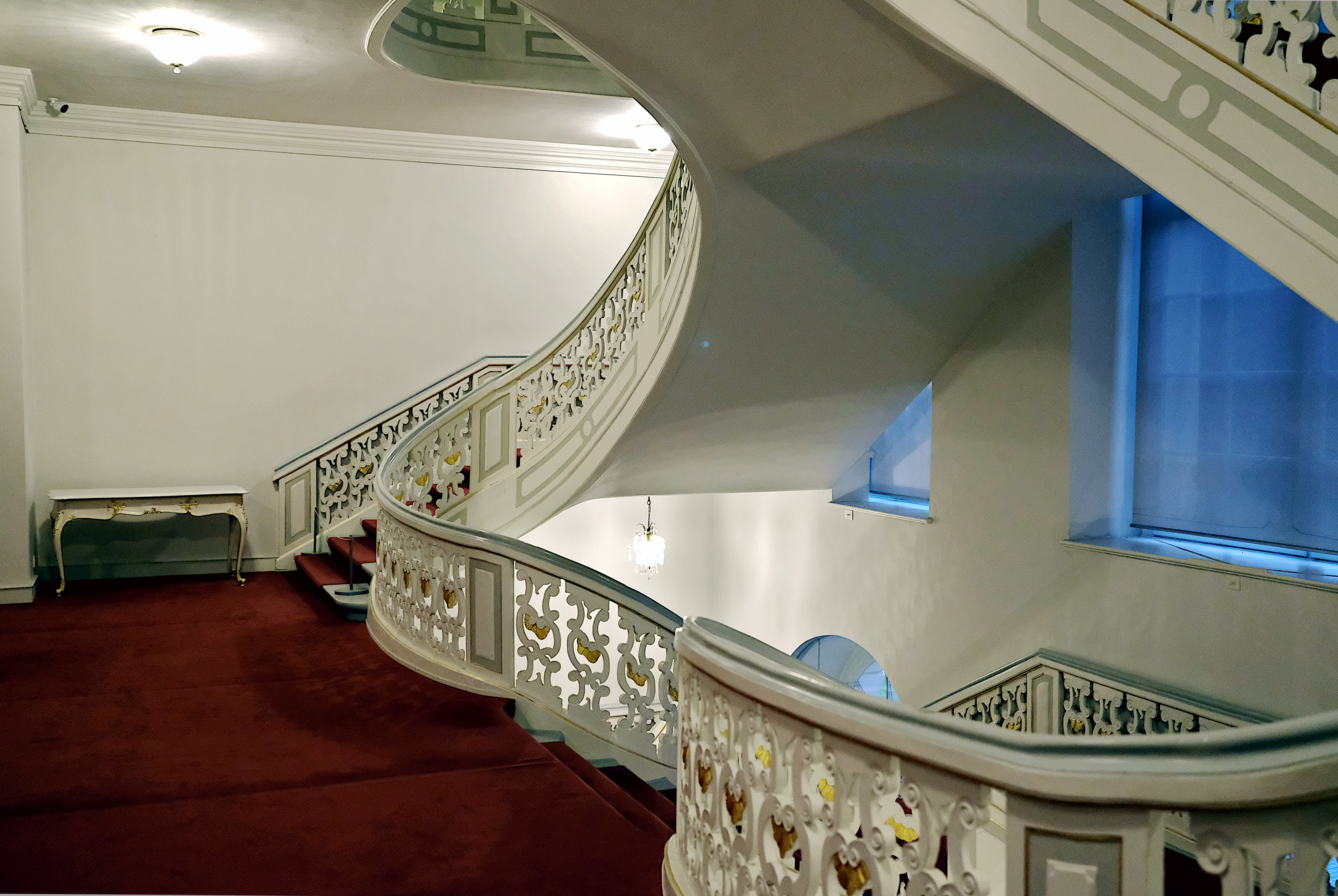
L'escalier du château.
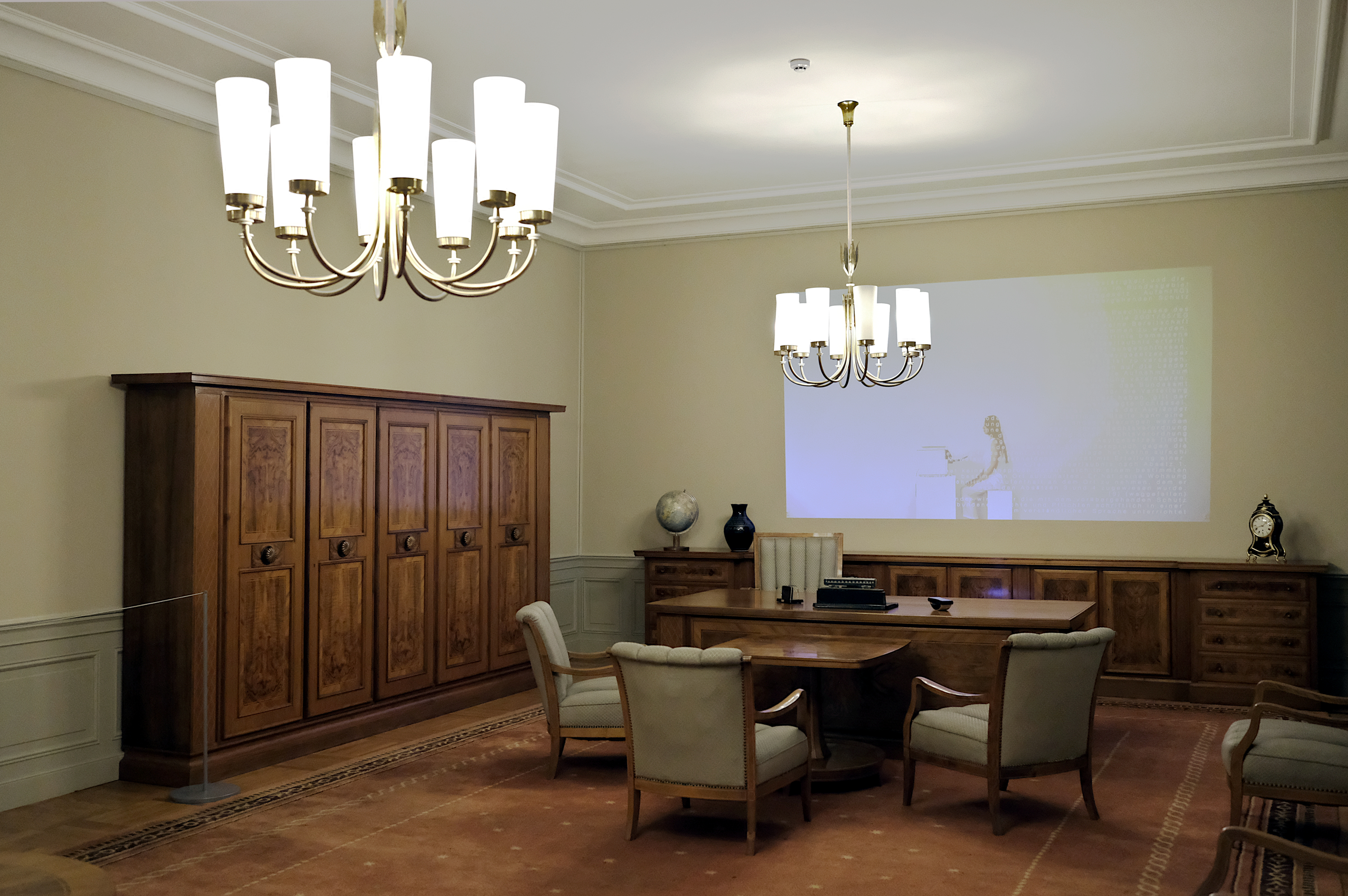
Bureau de Wilhelm Pieck.
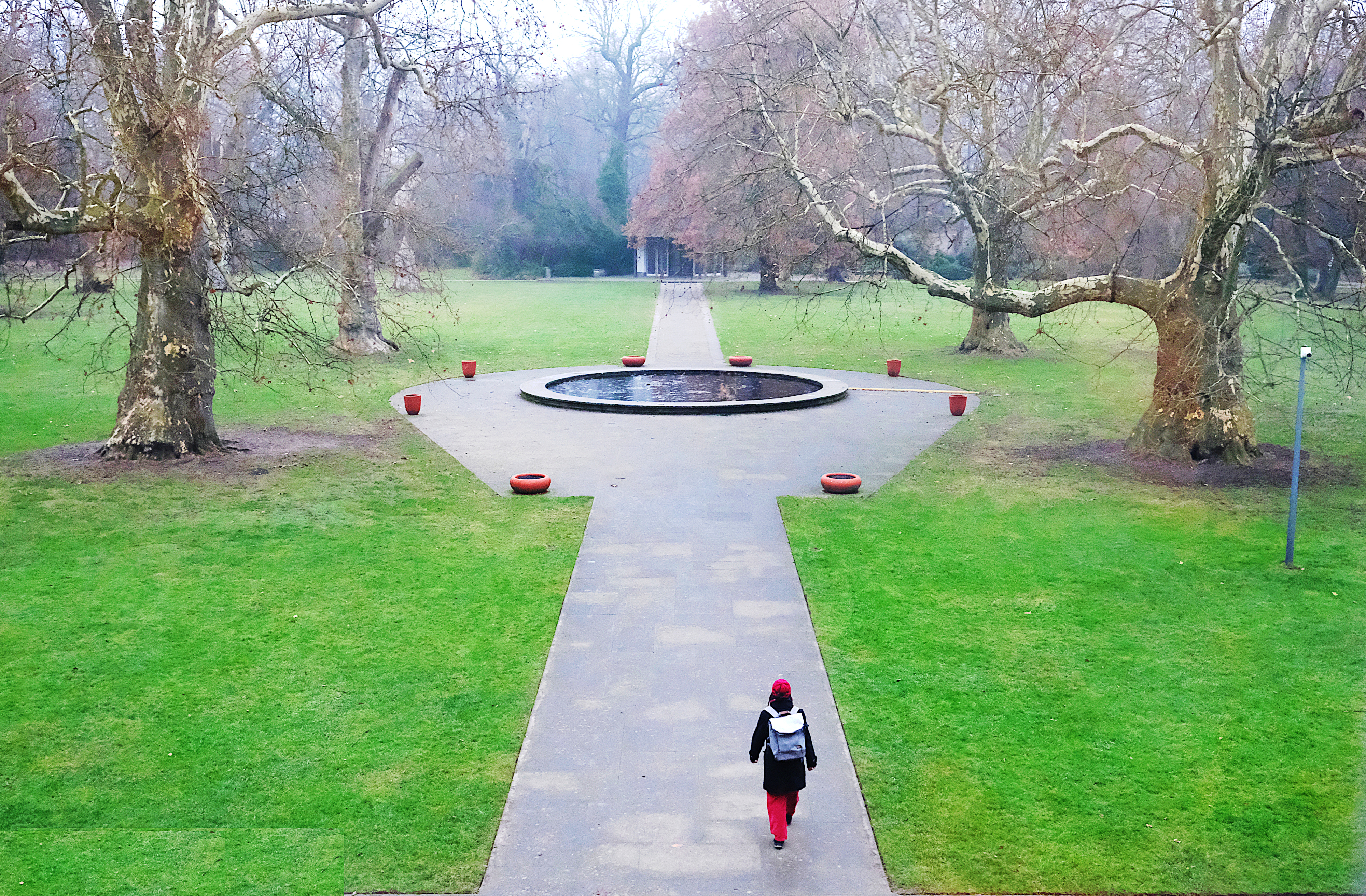
Vue du jardin.